# فیات سی‌آر.۳۰
فیات سی‌آر. ۳۰ (به انگلیسی: Fiat_CR.30) یک هواگرد ملخ‌پیشین تک‌موتوره از نوع جنگنده تک سرنشینه  ساخت شرکت Fiat است. هواگرد فیات سی‌آر. ۳۰ نخستین پروازش را در مارس ۱۹۳۲ میلادی انجام داد. این هواگرد در سال ۱۹۳۲ میلادی رسماً معرفی گردید و در سال‌های ۱۹۳۲–۱۹۳۵ تولید شده‌است. در مجموع، تعداد ۱۷۶ فروند از این هواگرد ساخته شده‌است.
طراح این هواگرد، Celestino Rosatelli بود.